# Astragalus kabristanicus
Astragalus kabristanicus — вид квіткових рослин з родини бобових (Fabaceae). Ареал охоплює такі країни: Азербайджан.

## Середовище
Це багаторічник, злегка запушений, з багатокінчиковими кореневищами з численними безстебловими пагонами, заввишки 15–20 см. Він посухостійкий, невибагливий до ґрунтів, світлолюбний, росте на щебнистих, кам'янистих і глинистих схилах у нижньому гірському поясі. Наразі немає відомих серйозних загроз для цього виду.